# Silvester Hiller
Silvester Hiller (* 10. Dezember 1592 in St. Gallen; † 9. August 1663 ebenda) war ein Mediziner und ein Bürgermeister von St. Gallen (Schweiz). 

## Leben
Silvester Hiller (auch Sylvester Hiller) war der Sohn seines gleichnamigen Vaters Silvester Hiller (* 25. Januar 1562; † 30. Mai 1594), Mitglied der Schmiedezunft und dessen Ehefrau Justina (* 2. August 1571; † 22. Juni 1594), Tochter des Heinrich Huber.
Er war sowohl Chirurg als auch ein Mitglied der Schmiedezunft; von 1625 bis 1630 war er dort Elfer und von 1631 bis 1635 Zunftmeister.
1636 erfolgte seine Wahl zum Ratsherrn und von 1649 bis 1653 wirkte er als Obervogt der Herrschaft Bürglen. Von 1654 bis 1663 bekleidete er im Wechsel mit Kaspar Friederich, David Cunz, Hans Joachim Friedrich (gewählt 1655) und Hans Joachim Haltmeyer (gewählt 1660) im Dreijahresturnus die drei höchsten Stadtämter Amtsbürgermeister, Altbürgermeister und Reichsvogt. 
Silvester Hiller war seit dem 6. Juli 1618 in erster Ehe mit Maria Schwarz (* 31. Mai 1594; † 29. Oktober 1629) verheiratet. Gemeinsam hatten sie acht Kinder.
Am 11. Januar 1630 heiratete er in zweiter Ehe Magdalena, Tochter des Johannes Hildbrand (1580–1654), Bürgermeister von St. Gallen. Gemeinsam hatten sie vier Kinder, von denen Heinrich Hiller später ebenfalls Bürgermeister in St. Gallen wurde. 
Seit dem 8. Juni 1646 war er mit Anna, Tochter des Jacob Keller in dritter Ehe verheiratet, die Ehe blieb kinderlos.